# Pot začimb
Trgovina z začimbami je vključevala zgodovinske civilizacije v Aziji, severovzhodni Afriki in Evropi. Začimbe, kot so cimet, kitajski cimet, kardamom, ingver, črni poper, muškatni orešček, zvezdasti janež, nageljnove žbice in kurkuma, so bile znane in uporabljene že v antiki in s katerimi se trgovalo v vzhodnem svetu. Te začimbe so našle pot na Bližnji vzhod pred začetkom krščanske dobe, pri čemer so fantastične zgodbe skrivale njihove prave vire.
V pomorskem vidiku trgovine so prevladovala avstronezijska ljudstva v jugovzhodni Aziji, in sicer starodavni indonezijski mornarji, ki so vzpostavili poti iz jugovzhodne Azije do Šrilanke in Indije (in pozneje Kitajske) do leta 1500 pr. n. št. To blago so nato indijski in perzijski trgovci po kopnem prevažali proti Sredozemlju in grško-rimskemu svetu popoti kadil in rimsko-indijski poti. Avstronezijske pomorske trgovske poti so se pozneje do 1. tisočletja našega štetja razširile na Bližnji vzhod in vzhodno Afriko, kar je povzročilo avstronezijsko kolonizacijo Madagaskarja.
Znotraj določenih regij je kraljestvo Aksum (5. stoletje pr. n. št. – 11. stoletje n. št.) pionirsko uvedlo pot Rdečega morja pred 1. stoletjem našega štetja. V prvem tisočletju našega štetja so Etiopijci postali pomorska trgovska sila Rdečega morja. V tem obdobju so obstajale trgovske poti iz Šrilanke (rimski Taprobane) in Indije, ki je pomorsko tehnologijo pridobila iz zgodnjih avstronezijskih stikov. Do sredine 7. stoletja našega štetja, po vzponu islama, so arabski trgovci začeli voziti po teh pomorskih poteh in prevladovali na pomorskih poteh zahodnega Indijskega oceana.
Arabski trgovci so sčasoma prevzeli prevoz blaga prek levantskih in beneških trgovcev v Evropo do vzpona turških Seldžukov leta 1090. Kasneje so Osmanski Turki ponovno obdržali pot do leta 1453. Kopenske poti so sprva pomagale trgovini z začimbami, vendar so pomorske trgovske poti vodile k izjemni rasti komercialnih dejavnosti v Evropi.
Trgovino so spremenile križarske vojne in kasneje evropska doba odkritij, med katero je trgovina z začimbami, zlasti s črnim poprom, postala vplivna dejavnost evropskih trgovcev. Od 11. do 15. stoletja sta italijanski pomorski republiki Benetke in Genova monopolizirali trgovino med Evropo in Azijo. Pot iz Evrope v Indijski ocean mimo Rta dobrega upanja je leta 1498 uvedel portugalski raziskovalec pomorščak Vasco da Gama, kar je povzročilo nove pomorske poti za trgovino.
Ta trgovina, ki je svetovno trgovino s konca srednjega veka pognala daleč v renesanso, je uvedla obdobje evropske prevlade na vzhodu. Kanali, kot je Bengalski zaliv, so služili kot mostovi za kulturne in komercialne izmenjave med različnimi kulturami, ko so se narodi trudili pridobiti nadzor nad trgovino po številnih poteh začimb. Leta 1571 so Španci odprli prvo transpacifiško pot med svojimi ozemlji Filipini in Mehiko, ki so jo vodili Manilski galeoni. Ta trgovska pot je trajala do leta 1815. Portugalske trgovske poti so bile v glavnem omejene z uporabo starodavnih poti, pristanišč in narodov, nad katerimi je bilo težko prevladovati. Nizozemci so kasneje lahko zaobšli mnoge od teh težav s pionirstvom neposredne oceanske poti od Rta dobrega upanja do Sundskega preliva do Indonezije.

## Izvor
Ljudje iz neolitika so že v 10. tisočletju pr. n. št. trgovali z začimbami, obsidianom, morskimi školjkami, dragimi kamni in drugimi visoko vrednimi materiali.  Prvi, ki omenjajo trgovino v zgodovinskih obdobjih, so Egipčani. V 3. tisočletju pred našim štetjem so trgovali z deželo Punt, za katero se domneva, da je bila na območju, ki zajema severno Somalijo, Džibuti, Eritrejo in obalo Rdečega morja v Sudanu.
Trgovina z začimbami je bila že zgodaj povezana s kopenskimi potmi, vendar so se pomorske poti izkazale za dejavnik, ki je pomagal rasti trgovine. Prvo pravo pomorsko trgovsko omrežje v Indijskem oceanu so ustvarili avstronezijski narodi v otoški jugovzhodni Aziji, ki so zgradili prve oceanske ladje. Vzpostavili so trgovske poti z južno Indijo in Šrilanko že leta 1500 pr. n. št., s čimer so uvedli izmenjavo materialne kulture (kot so katamarani, čolni s podstavki, čolni s prišitimi in šivanimi deskami in paan) in kultigenov (kot so kokosi, sandalovina, banane in sladkornega trsa), pa tudi povezovanje materialnih kultur Indije in Kitajske. Zlasti Indonezijci so trgovali z začimbami (predvsem cimetom in kitajskim cimetom) z vzhodno Afriko s pomočjo katamaranov in čolnov s podvozjem ter pluli s pomočjo zahodnikov v Indijskem oceanu. Ta trgovska mreža se je razširila do Afrike in Arabskega polotoka, kar je povzročilo avstronezijsko kolonizacijo Madagaskarja v prvi polovici 1. tisočletja našega štetja. Nadaljevala se je v zgodovinskih časih, kasneje pa je postala Pomorska svilna cesta.
V 1. tisočletju pred našim štetjem so se Arabci, Feničani in Indijci tudi ukvarjali s trgovino po morju in kopnem z luksuznimi dobrinami, kot so začimbe, zlato, dragi kamni, usnje eksotičnih živali, ebenovina in biseri. Pomorska trgovina je potekala v Rdečem morju in Indijskem oceanu. Morska pot v Rdečem morju je bila od Bab-el-Mandeba do Berenike, od tam po kopnem do Nila in nato s čolni do Aleksandrije. Luksuzno blago, vključno z indijskimi začimbami, ebenovino, svilo in finim tekstilom, se je trgovalo po kopenski Poti kadila.
V drugi polovici 1. tisočletja pred našim štetjem so arabska plemena Južne in Zahodne Arabije prevzela nadzor nad kopensko trgovino z začimbami iz Južne Arabije v Sredozemsko morje. Ta plemena so bila M'ain, Kataban, Hadhramaut, Sabejci in Himjarite. Na severu so Nabatejci prevzeli nadzor nad trgovsko potjo, ki je prečkala Negev od Petre do Gaze. Trgovina je obogatila ta plemena. Južno Arabijo so Grki imenovali Eudaemon Arabia (Srečna Arabija) in je bila na dnevnem redu osvajanja Aleksandra Makedonskega, preden je umrl. Indijci in Arabci so imeli nadzor nad pomorsko trgovino z Indijo. V poznem 2. stoletju pred našim štetjem so se Grki iz egiptovske dinastije Ptolemajcev naučili od Indijcev, kako pluti neposredno iz Adena na zahodno obalo Indije z uporabo monsunskih vetrov (tako kot pomorščak Hipal) in prevzeli nadzor nad morsko trgovino preko pristanišč v Rdečem morju.
O začimbah se razpravlja v svetopisemskih pripovedih in obstajajo literarni dokazi za njihovo uporabo v starogrški in rimski družbi. Obstaja zapis iz tamilskih besedil, da so Grki kupovali velike vreče črnega popra iz Indije in številni recepti v rimski kuharski knjigi Apicius iz 1. stoletja uporabljajo to začimbo. Trgovina z začimbami se je po padcu Rimskega cesarstva zmanjšala, vendar je povpraševanje po ingverju, črnem popru, nageljnovih žbicah, cimetu in muškatnem oreščku v kasnejših stoletjih oživilo trgovino.

## Arabska trgovina in srednjeveška Evropa
Rim je imel vlogo v trgovini z začimbami v 5. stoletju, vendar ta vloga, za razliko od arabske, ni trajala skozi srednji vek. Vzpon islama je prinesel pomembno spremembo v trgovini, saj so radhanski judovski in arabski trgovci, zlasti iz Egipta, sčasoma prevzeli prevoz blaga prek Levanta v Evropo. Včasih so imeli Judje navidezni monopol nad trgovino z začimbami v velikih delih zahodne Evrope.
Trgovina z začimbami je Abasidskemu kalifatu prinesla veliko bogastvo in navdihnila slavne legende, kot je bila Sinbad. Ti zgodnji mornarji in trgovci so pogosto odpluli iz pristaniškega mesta Basra in se po številnih pristaniščih vrnili, da bi prodali svoje blago, vključno z začimbami, v Bagdad. Tem zgodnjim trgovcem z začimbami pripisujejo slavo številnih začimb, kot sta muškatni orešček in cimet.
Indijska trgovska povezava z jugovzhodno Azijo se je izkazala za ključno za trgovce Arabije in Perzije v 7. in 8. stoletju. Arabski trgovci – večinoma potomci mornarjev iz Jemna in Omana – so prevladovali na pomorskih poteh po Indijskem oceanu, izkoriščali so izvorne regije na Daljnem vzhodu in se povezovali s skrivnimi »otoki začimb« (Moluki in otoki Bandam). Moluški otoki so omenjeni tudi v več zapisih: Javanska kronika (1365) omenja Moluke in Maloko , navigacijska dela iz 14. in 15. stoletja pa vsebujejo prvo nedvoumno arabsko omembo Molukov. Sulaima al-Mahr piše: »Vzhodno od Timorja [kjer najdemo sandalovino] so otoki Bandam in so otoki, kjer najdemo muškatni orešček in mace. Otoki nageljnovih žbic se imenujejo Maluku ...«.
Moluški izdelki so bili poslani v trgovske centre v Indiji, preko pristanišč, kot je Kozhikode v Kerali in preko Šrilanke. Od tam so jih pošiljali proti zahodu preko pristanišč Arabije na Bližnji vzhod, v Hormoz v Perzijskem zalivu in Džedo v Rdečem morju ter včasih v Vzhodno Afriko, kjer so jih uporabljali za številne namene, vključno s pogrebnimi obredi. Abasidi so uporabljali Aleksandrijo, Damietto, Aden in Bandar Siraf kot vstopna pristanišča za trgovanje z Indijo in Kitajsko. Trgovci, ki so prihajali iz Indije v pristaniško mesto Aden, so v obliki mošusa, kafre, ambre in sandalovine plačali poklon Ibn Ziyadu, jemenskemu sultanu.
Indijski izvoz začimb je omenjen v delih Ibn Khurdadhbeha (850), al-Ghafiqija (1150), Ishaka bin Imarana (907) in Al Kalkashandija (14. stoletje). Kitajski popotnik Šuandzang (kitajsko 玄奘, pinjin Xuánzàng) omenja mesto Puri, kjer »trgovci odhajajo v daljne države.«
Od tam so kopenske poti vodile do sredozemske obale. Od 8. do 15. stoletja so imele pomorske republike (Beneška republika, Republika Pisa, Genovska republika, vojvodina Amalfi, vojvodina Gaeta, republika Ancona in Dubrovniška republika ) monopol nad evropsko trgovino s Srednjim Vzhodom. Trgovina s svilo in začimbami, ki je vključevala začimbe, kadilo, zelišča, droge in opij, je naredila te sredozemske mestne države izjemno bogate. Začimbe so bile med najdražjimi in najbolj iskanimi izdelki srednjega veka, ki so se uporabljale tako v medicini kot v kuhinji. Vse so bile uvožene iz Azije in Afrike. Benečani in drugi pomorščaki pomorskih republik so nato blago raznašali po Evropi.
Osmansko cesarstvo je po padcu Konstantinopla leta 1453 Evropejcem preprečilo pomembne kombinirane kopensko-morske poti.

## Doba odkritij: nova pot in novi svet
Beneška republika je postala izjemna sila in ključni akter v vzhodni trgovini z začimbami. Druge sile so v poskusu prekinitve beneške trgovine z začimbami začele krepiti pomorske zmogljivosti.Do sredine 15. stoletja je trgovina z vzhodom potekala po Svilni cesti, pri čemer so bili posredniki Bizantinsko cesarstvo in italijanski mestni državi Benetke in Genova.
Leta 1453 pa je Osmansko cesarstvo prevzelo nadzor nad edino trgovsko potjo z začimbami, ki je obstajala v času po padcu Konstantinopla, in je bilo v ugodnem položaju za zaračunavanje visokih davkov na blago, namenjeno za zahod. Zahodne države, ki niso želele biti odvisne od ekspanzionistične, nekrščanske sile za donosno trgovino z vzhodom, so se odločile poiskati alternativno pot po morju okoli Afrike.
Prva država, ki je poskušala obkrožiti Afriko, je bila Portugalska, ki je od začetka 15. stoletja začela raziskovati severno Afriko pod Henrikom Pomorščakom. Opogumljeni s temi zgodnjimi uspehi in gledanjem na donosen monopol na možni pomorski poti v Indijo, so Portugalci leta 1488 prvič zaokrožili Rt dobrega upanja na odpravi, ki jo je vodil Bartolomeu Dias. Le devet let pozneje, leta 1497, so štiri plovila pod poveljstvom Vasca da Game, leta 1497 po ukazu Manuela I. Portugalskega, nadaljevala pot do vzhodne obale Afrike do Malindija in plula čez Indijski ocean do Calicuta na  Malabarski obali v Kerali v južni Indiji - prestolnica lokalnih vladarjev Zamorin. Bogastvo Indije je bilo zdaj odprto za Evropejce za raziskovanje; Portugalski imperij je bil prvi evropski pomorski imperij, ki je nastal iz trgovine z začimbami.
Leta 1511 je Afonso de Albuquerque za Portugalsko osvojil Melako, takrat središče azijske trgovine. Vzhodno od Malake je Albuquerque poslal več diplomatskih in raziskovalnih misij, tudi na Moluke. Ko je izvedel skrivno lokacijo otokov začimb, predvsem otoke Banda, takrat svetovnega vira muškatnega oreščka, je v začetku leta 1512 poslal odpravo, ki jo je vodil António de Abreu, v Bando, kamor so kot prvi Evropejci prispeli. Abreujeva odprava je dosegla otoke Buru, Ambon in Seram, nato pa Bando.
Od leta 1507 do 1515 je Albuquerque poskušal popolnoma blokirati arabske in druge tradicionalne poti, ki so segale od obal zahodnega Tihega oceana do Sredozemskega morja, preko osvajanja strateških oporišč v Perzijskem zalivu in ob vstopu v Rdeče morje.
Do začetka 16. stoletja so imeli Portugalci popoln nadzor nad afriško morsko potjo, ki se je raztezala skozi dolgo mrežo poti, ki so povezovale tri oceane, od Molukov (Otoki začimb) v mejah Tihega oceana do Melake, Kerale in Šrilanke, v Lizbono na Portugalskem.
Kastiljska krona je organizirala odpravo Krištofa Kolumba, da bi tekmovala s Portugalsko za trgovino z začimbami z Azijo, a ko je Kolumb pristal na otoku Hispaniola (na današnjem Haitiju) namesto v Indiji, je iskal pot do Azija je bila odložena na nekaj let pozneje. Potem ko je Vasco Núñez de Balboa leta 1513 prečkal Panamsko ožino, je španska krona pripravila plovbo proti zahodu s Ferdinandom Magellanom, da bi iz Španije preko Atlantskega in Tihega oceana dosegla Azijo. 21. oktobra 1520 je njegova odprava prečkala Magellanov preliv na južni konici Južne Amerike in odprla Pacifik evropskim raziskavam. 16. marca 1521 so ladje prispele do Filipinov in kmalu zatem do otokov začimb, kar je desetletja pozneje povzročilo trgovino z manilskimi galeoni, prvo zahodno trgovsko pot z začimbami v Azijo. Po Magellanovi smrti na Filipinih je poveljstvo odprave prevzel Juan Sebastian Elcano in jo odpeljal čez Indijski ocean in nazaj v Španijo, kamor so prispeli leta 1522 na krovu zadnje preostale ladje Victoria. V naslednjih dveh stoletjih in pol je Španija nadzorovala obsežno trgovinsko mrežo, ki je povezovala tri celine: Azijo, Ameriko in Evropo. Ustvarjena je bila globalna pot začimb: od Manile na Filipinih (Azija) do Sevilje v Španiji (Evropa), preko Acapulca v Mehiki (Severna Amerika).

## Širjenje kulture
Ena najpomembnejših tehnoloških izmenjav v mreži trgovine z začimbami je bila zgodnja uvedba pomorskih tehnologij v Indijo, Bližnji vzhod, Vzhodno Afriko in Kitajsko s strani avstronezijskih ljudstev. Te tehnologije vključujejo z deskami šivane trupe, katamaran, čoln s preveso in morda latinsko jadro. To je še vedno očitno v šrilanških in južnoindijskih jezikih. Na primer, tamilski paṭavu, teluški paḍava in kanada paḍahu, ki vsi pomenijo 'ladja', so vsi izpeljani iz protohesperonezijskega *padaw, 'jadrnica', z avstronezijskimi sorodniki, kot so javanski perahu, kadazanski padau, maranao padaw, cebuanski paráw, samoanski folau, havajski halau in maorski wharau.
Avstronezijci so v južno Indijo, Šrilanko in vzhodno Afriko prinesli veliko avstronezijskih kulturnih rastlin, ki so imele pomembno vlogo v trgovini z začimbami. To so: banana, pacifiška udomačena kokosova palma, kitajski jam Dioscorea,  močvirni riž, sandalovina, velika alokazija (Alocasia macrorrhizos), polinezijska taka (Tacca leontopetaloides), ingver, velika galanga (Alpinia galanga), poper kubeba (Piper cubeba), betel (Piper betle), oreščki areca in sladkorni trs.
Hindujske in budistične verske ustanove v jugovzhodni Aziji so postale povezane z gospodarsko dejavnostjo in trgovino kot pokrovitelji, zaupali so velika sredstva, ki so bila kasneje uporabljena v korist lokalnega gospodarstva z upravljanjem posesti, obrtništvom in spodbujanjem trgovskih dejavnosti. Zlasti budizem je potoval poleg pomorske trgovine, spodbujal kovanje kovancev, umetnost in pismenost. Islam se je razširil po Vzhodu in v 10. stoletju dosegel pomorsko jugovzhodno Azijo; muslimanski trgovci so igrali ključno vlogo v trgovini. Krščanski misijonarji, kot je sveti Frančišek Ksaverij, so bili ključnega pomena pri širjenju krščanstva na vzhodu. Krščanstvo je tekmovalo z islamom, da bi postalo prevladujoča religija Molukov. Vendar so se domačini na otokih začimb zlahka prilagodili vidikom obeh religij.
V portugalskih kolonialnih naselbinah so trgovci, kot so gudžaratske banije, južnoindijski četti, sirski kristjani, Kitajci iz province Fujian in Arabci iz Adna, sodelovali v trgovini z začimbami. Jugovzhodna Azija si je iz Indije in pozneje Kitajske izposodila epike, jezike in kulturne običaje. Znanje portugalskega jezika je postalo bistveno za trgovce, ki so se ukvarjali s trgovino. Kolonialna trgovina s papriko je drastično spremenila izkušnjo modernosti v Evropi in v Kerali in je skupaj s kolonializmom na indijsko Malabarsko obalo prinesla zgodnji kapitalizem, spreminjajočo se kulture dela in kaste.
Indijski trgovci, ki so se ukvarjali s trgovino z začimbami, so indijsko kuhinjo ponesli v jugovzhodno Azijo, predvsem v današnjo Malezijo in Indonezijo, kjer so začimbne mešanice in črni poper postale priljubljene. Nasprotno pa je bila kuhinja in pridelki jugovzhodne Azije predstavljena tudi v Indiji in Šrilanki, kjer še vedno prevladujejo riževe torte in jedi na osnovi kokosovega mleka.
Evropski ljudje so se poročali z Indijci in popularizirali dragocene kulinarične veščine, kot je peka, v Indiji. Indijska hrana, prilagojena evropskim okusom, je v Angliji postala vidna leta 1811, ko so ekskluzivne restavracije začele skrbeti za okuse radovednih in tistih, ki so se vračali iz Indije. Opij je bil del trgovine z začimbami in nekatere ljudi, ki so se ukvarjali s trgovino z začimbami, je vodila odvisnost od opija.